# 1986 w literaturze
Wydarzenia literackie w 1986 roku.

## Wydarzenia
- polskie
- zagraniczne

## Proza beletrystyczna i literatura faktu

### Język polski

#### Pierwsze wydania
- Wiesław Andrzejewski – Losy z morza
- Jan Drzeżdżon – Twarz lodowca
- Stanisław Lem – Biblioteka XXI wieku
- Igor Newerly
  - Wzgórze Błękitnego Snu
  - Zostało z uczty bogów
- Marek Nowakowski – Grisza, ja tiebie skażu… (Instytut Literacki)
- Andrzej Szczypiorski – Początek

#### Tłumaczenia
- Eberhard Panitz – Moralność rusałki. Letnia idylla (Moral der Nixe), przeł. Elżbieta Cieślik (Spółdzielnia Wydawnicza „Czytelnik”)[1]

### Inne języki
- Paul Auster
  - Duchy (Ghosts)
  - Zamknięty pokój (The Locked Room)
- Thomas Bernhard – Wymazywanie. Rozpad (Auslöschung. Ein Zerfall)
- Winston Groom – Forrest Gump
- Bohumil Hrabal
  - Pražská ironie
  - Sémantický zmatek: konfrontáž textů
  - Životopis trochu jinak
  - Život bez smokingu
  - Wesela w domu (Svatby v domě)
  - Życie nowe (Vita nuova)
  - Przerwy (Proluky)
- P.D. James – Przedsmak śmierci (A Taste for Death)[2]
- Stephen King – To! (It)
- Robert Ludlum – Krucjata Bourne’a (The Bourne Supremacy)
- Vladimir Nabokov – Czarodziej (Волшебник)

## Wywiady
- polskie
- zagraniczne
- wydania polskie tytułów zagranicznych

## Dzienniki, autobiografie, pamiętniki
- polskie
- zagraniczne
- wydania polskie tytułów zagranicznych

## Nowe eseje, szkice i felietony
- polskie
- zagraniczne
- wydania polskie tytułów zagranicznych

## Nowe dramaty
- polskie
  - Sławomir Mrożek – Kontrakt
- zagraniczne
  - Nikolaj Kolâda – Merylin Mongoł i inne sztuki
- wydania polskie tytułów zagranicznych

## Nowe poezje
- polskie
  - Juliusz Erazm Bolek – Nago
  - Józef Łobodowski (współautor) – Mare Nostrum
- zagraniczne
- wydania polskie poetów zagranicznych
- zagraniczne antologie
- wydane w Polsce wybory utworów poetów obcych
- wydane w Polsce antologie poezji obcej

## Nowe prace naukowe, biografie i kalendaria
- polskie
  - Jan Drzeżdżon – Współczesna literatura kaszubska 1945-1980
  - Antoni Podleś – Pontyfikał płocki z XII wieku. Bayerische Staatsbibliothek München Clm 28938, Biblioteka Seminarium Duchownego Płock Mspł. 29. Studium liturgiczno-źródłoznawcze. Edycja tekstu
- zagraniczne
  - Paul Ricœur – Symbolika zła
- wydania polskie tytułów zagranicznych

## Urodzili się
- 5 marca – Sarah J. Maas, amerykańska pisarka fantasy
- 4 listopada – Kristin Cast, amerykańska pisarka i poetka
- Fatma Aydemir, niemiecka pisarka i dziennikarka
- Lana Bastašić, bośniacka pisarka
- Olga Hund, polska pisarka
- Carmen Maria Machado, amerykańska pisarka
- Iryna Szuwałowa, ukraińska poetka i tłumaczka

## Zmarli
- 1 stycznia – David Cecil, brytyjski pisarz i krytyk literacki (ur. 1902)
- 4 stycznia
  - Christopher Isherwood, brytyjsko-amerykański powieściopisarz i dramaturg (ur. 1904)
  - Radovan Zagović, czarnogórski poeta, krytyk literacki i tłumacz (ur. 1907)
- 7 stycznia – Juan Rulfo, meksykański pisarz (ur. 1917)
- 10 stycznia – Jaroslav Seifert, czeski poeta i autor wspomnień, laureat Nagrody Nobla (ur. 1901)
- 12 stycznia – Bob Kaufman, amerykański poeta i surrealista (ur. 1925)
- 19 stycznia – Adam Włodek, polski poeta, redaktor i tłumacz (ur. 1922)
- 24 stycznia – L. Ron Hubbard, amerykański autor opowiadań fantastycznych i science-fiction (ur. 1911)
- 11 lutego – Frank Herbert, amerykański pisarz science fiction (ur. 1920)
- 25 lutego – Pasquale Festa Campanile, włoski pisarz (ur. 1927)
- 26 lutego – Ingeborg Drewitz, niemiecka pisarka (ur. 1923)
- 4 marca – Ding Ling, chińska pisarka (ur. 1904)
- 15 marca – Pandelis Prevelakis, grecki pisarz, poeta, dramaturg i eseista (ur. 1909)
- 18 marca – Bernard Malamud, amerykański pisarz, prozaik i autor sztuk teatralnych pochodzenia żydowskiego (ur. 1914)
- 31 marca – Jan Karol Wende, polski pisarz, publicysta i krytyk literacki (ur. 1910)
- 7 kwietnia – Maria Wardasówna, polska pisarka (ur. 1907)
- 12 kwietnia – Walentin Katajew, rosyjski i radziecki pisarz (ur. 1897)
- 14 kwietnia – Simone de Beauvoir, francuska pisarka feministyczna i filozof (ur. 1908)
- 15 kwietnia – Jean Genet, francuski pisarz (ur. 1910)
- 22 kwietnia – Mircea Eliade, rumuński religioznawca, indolog, filozof kultury, a także eseista, pisarz i dyplomata (ur. 1907)
- 7 maja – Haldun Taner, turecki prozaik i dramatopisarz (ur. 1915)
- 10 maja – Anna Kamieńska, polska poetka, pisarka i tłumaczka (ur. 1920)
- 13 maja – Maria Bellonci, włoska pisarka i dziennikarka (ur. 1902)
- 15 maja – Theodore H. White, amerykański historyk i dziennikarz, laureat Nagrody Pulitzera (ur. 1915)
- 20 maja – Karol Olgierd Borchardt, polski pisarz i marynarz (ur. 1905)
- 14 czerwca – Jorge Luis Borges, argentyński pisarz (ur. 1899)
- 19 czerwca – Eleonora Słobodnikowa, polska tłumaczka literatury pięknej (ur. 1901)
- 23 czerwca – Jerzy Putrament, polski pisarz, poeta i publicysta (ur. 1910)
- 24 czerwca – Miroslav Antić, serbski pisarz (ur. 1932)
- 28 lipca – Shefqet Musaraj, albański pisarz i publicysta (ur. 1914)
- 29 lipca – Dan Pagis, żydowski poeta (ur. 1930)
- 1 sierpnia – Wiesław Wernic, polski pisarz (ur. 1906)
- 20 sierpnia – Milton Acorn, kanadyjski poeta (ur. 1923)
- 17 września – Halina Balaszczuk, polska historyk i bibliotekarz (ur. 1947)
- 28 września – Ewa Szelburg-Zarembina, polska powieściopisarka, poetka, dramaturg, eseistka (ur. 1899)
- 1 października – Barbara Sadowska, polska poetka (ur. 1940)
- 12 października – Helena Teigová, czeska tłumaczka (ur. 1902)
- 28 października – John Braine, angielski pisarz (ur. 1922)
- 14 listopada – Fumiko Enchi, japońska pisarka (ur. 1905)
- 19 grudnia – V.C. Andrews,  amerykańska pisarka  amerykańska pisarka, autorka sag rodzinnych (ur. 1923)
- 28 grudnia – John D. MacDonald, amerykański pisarz (ur. 1916)
- 29 grudnia – Bolesław Kobrzyński, polski poeta (ur. 1914)
- 30 grudnia – Jerzy Kwiatkowski, polski literaturoznawca (ur. 1927)

## Nagrody
- James Tait Black Memorial Prize – Jenny Joseph za Persephone
- Medal Johna Newbery’ego – Patricia MacLachlan za Sarah, Plain and Tall
- Nagroda Bookera – Kingsley Amis za Stare diabły
- Nagroda Nobla – Wole Soyinka
- Nagroda Kościelskich – Tomasz Jastrun, Adam Michnik, Leszek Szaruga
- Złoty Wieniec Strużańskich wieczorów poezji – Allen Ginsberg
- Nagroda Goncourtów – Michel Host(inne języki) za Valet de nuit
- Nagroda Jaroslava Seiferta – Dominik Tatarka za trylogię Pisaniny (Písačky)
- Nagroda im. Miles Franklin – Elizabeth Jolley za The Well
- Nagroda Pulitzera w dziedzinie beletrystyki – Larry McMurtry za Na południe od Brazos
- Nagroda Pulitzera w dziedzinie poezji – Henry S. Taylor(inne języki) za The Flying Change
- Nebula – Orson Scott Card za powieść Mówca umarłych, Lucius Shepard(inne języki) za opowiadanie Przepustka, Kate Wilhelm za nowelę The Girl Who Fell into the Sky, Greg Bear za krótką formę Styczne
- Prix Médicis – Pierre Combescot za Les Funérailles de la Sardine
- Whitbread Book Award – Kazuo Ishiguro za powieść Malarz świata ułudy